# Gotfrid
A Gotfrid férfinév a germán Gottfried névből származik, jelentése isten + erős, merész.

## Gyakorisága
Az 1990-es években szórványos név, a 2000-es években nem szerepel a 100 leggyakoribb férfinév között.

## Névnapok
- január 13.[2]
- január 14.[2]
- január 16.[2]
- július 9.[2]
- november 8.[2]